# Кордовська тайфа
Кордовська тайфа (ісп. Taifa de Córdoba; араб. طائفة قرطبة) — в 1031–1078 і 1212—1236 роках ісламська монархічна держава на Піренейському півострові зі столицею в місті Кордова. Відома також як Кордовська республіка. Арабською — тайфа Куртуба.

## Історія
З початком розпаду Кордовського халіфату місто Кордова тривалий час зберігалася під владою халіфів. Разом з тим ослаблення останніх призвело до посиленню впливу духівництва, місцевої знаті, торгівців. 1031 року внаслідок змови улемів халіфа Гішама III було повалено й запроторено до в'язниці. Внаслідок цього влада перейшла до ради сановників і улемів. Було вирішено передати владу Абу'л-Хазм Джохару, який повинен був радитися з усіх політичних питань з радою міста. Головним чином еміром повинен був виконувати функції оборонця Кордовської тайфи.
Політику першого еміра продовжив син Абу'л Валід Мухаммад. У 1063 році останній зрікся влади на користь синів, які негайно почали боротьбу за владу, внаслідок чого в справи Кордови втрутилася Севільська тайфа. Посилення останньої призвело до втручання в справи Кордовської тайфи толедських емірів.
У 1070 році Аббада II Севільський захопив Кордову, поваливши династію Джохаридів. Але 1075 року Кордову захопив аль-Мамун, емір Толедо. 1078 року севільське військо відвоювало Кордовську тайфу. В подальшому стала частиною держав Альморавідів і Альмохадів.
У 1212 році після поразки армії Альмохадів в битві при Навас-де-Толосі почався розпад держави Альмохадів, внаслідок чого Кордова знову здобула незалежність. Але 1236 році кастильські війська захопили Кордову.

## Державний устрій
Була єдиною тайфою, де володар не мав титула еміра. Замість цього його звали шейх громади або шейх Куртуби. Спочатку влада шейха була обмеженою, оскільки він мусив узгоджувати усі справи з радою міста Кордова. Втім до 1040 року відбувається посилення впливу шейха. Але значення міської ради зберігалася протягом усього існування тайфи.

### Шейхи
- Абу'л-Хазм Джохар ібн Мухаммад (1031—1043)
- Абу'л Валід Мухаммад (1043—1063)
- Абд аль-Малік (1063—1070)
- в складі Севільської тайфи (1070—1075)
- в складі Толедської тайфи (1075—1078)
- в складі Севільської тайфи (1078—1090)
- панування Альморавідів
- панування Альмохадів

### Еміри
- Ібн Худ (1227—1236)
- Абу'л-Касим (1231—1236)

## Військо
Спочатку основою була кіннота, що складалася з берберів. Втім вже до 1040 року її було замінено міським ополченням (джундом), що став основою кордовської армії.